# اولگ نادودا
اولگ نادودا (اوکراینی: Олег Миколайович Надуда؛ زادهٔ ۲۳ فوریهٔ ۱۹۷۱) بازیکن فوتبال اهل اتحاد جماهیر شوروی سوسیالیستی است.
از باشگاه‌هایی که در آن بازی کرده‌است می‌توان به باشگاه فوتبال اسپارتاک مسکو اشاره کرد.
وی همچنین در تیم ملی فوتبال اوکراین بازی کرده‌است.